# Vikram
Vikram en tamoul “விக்ரம்” (né le 17 avril 1966 à Madras en Inde) est un acteur, producteur, chanteur et ancien doubleur indien connu pour son travail dans les films en langue tamoule. 
Il a remporté sept Filmfare Awards, un National Film Award, un Tamil Nadu State Film Award et a reçu un doctorat honorifique de l'Université de Milan en 2011.
Il a fait ses débuts dans le film En Kadhal Kanmani de 1990. Son début de carrière dans le cinéma tamoul a connu des échecs consécutifs. Il s'est ensuite tourné vers le cinéma Télougou et Malayalam à petit budget dont beaucoup sont passés inaperçus. 
Cependant, le succès du film tragique de Sethu (1999), a commencé la carrière réussie de Vikram en tant qu'acteur. Il est apparu dans une série de films comme Dhill (2001), Kasi (2001), Gemini (2002), Dhool (2003), Saamy (2003), Pithamagan (2003), Anniyan (2005), Raavanan (2010), Deiva Thirumagal (2011), I (2015),  Ponniyin Selvan: I (2022)  et Ponniyin Selvan: II (2023) devenant des succès commerciaux. 

## Vie privée
Son véritable nom est Kennedy John Victor. Il est né d'un père chrétien et d'une mère hindoue à Madras, au Tamil Nadu. Vikram a rencontré Shailaja Balakrishnan à la fin des années 1980 et l'a épousée en 1992 à Guruvayoor. Le couple a une fille Akshita née en 1993 et un fils Dhruv né en 1997. Sa fille a épousé Manu Ranjith, l'arrière-petit-fils du politicien M. Karunanidhi, le 30 octobre 2017. Son fils Dhruv a fait ses débuts avec Adithya Varma en 2019, qui était le remake du film Télougou Arjun Reddy.

## Filmographie

### En tant qu'acteur
| Année | Film                           | Role(s)                                | Réalisateur(s)           | Langue(s) | Notes                                                                                       |
| ----- | ------------------------------ | -------------------------------------- | ------------------------ | --------- | ------------------------------------------------------------------------------------------- |
| 1990  | En Kadhal Kanmani              | Vinod                                  | T. J. Joy                | Tamoul    |                                                                                             |
| 1991  | Thanthu Vitten Ennai           | Raju                                   | C. V. Sridhar            | Tamoul    |                                                                                             |
| 1992  | Kaaval Geetham                 | Ashok                                  | S. P. Muthuraman         | Tamoul    |                                                                                             |
| 1992  | Meera                          | Jeeva                                  | P. C. Sreeram            | Tamoul    |                                                                                             |
| 1993  | Dhruvam                        | Bhadran                                | Joshiy                   | Malayalam |                                                                                             |
| 1993  | Chirunavvula Varamistava       | Vicky                                  | Nandam Harishchandra Rao | Télougou  |                                                                                             |
| 1993  | Mafia                          | Harishankar                            | Shaji Kailas             | Malayalam |                                                                                             |
| 1993  | Akka Pettanam Chelleli Kapuram | Radha Krishna                          | Dasari Narayana Rao      | Télougou  |                                                                                             |
| 1994  | Sainyam                        | Jiji                                   | Joshiy                   | Malayalam |                                                                                             |
| 1994  | Bangaru Kutumbam               | Suryam                                 | Dasari Narayana Rao      | Télougou  |                                                                                             |
| 1994  | Pudhiya Mannargal              | Sathyamoorthy                          | Vikraman                 | Tamoul    |                                                                                             |
| 1995  | Street                         | Sajeev                                 | Anil-Babu                | Malayalam |                                                                                             |
| 1995  | Adalla Majaka                  | Vikram                                 | Muthyala Subbaiah        | Télougou  |                                                                                             |
| 1996  | Ooha                           | Mohan                                  | Sivala Prabhakar         | Télougou  |                                                                                             |
| 1996  | Mayoora Nritham                | Rajeev                                 | Vijayakrishnan           | Malayalam |                                                                                             |
| 1996  | Akka! Bagunnava?               | Chandrababu                            | T. S. B. K. Moulee       | Télougou  |                                                                                             |
| 1996  | Indraprastham                  | Peter                                  | Haridas                  | Malayalam |                                                                                             |
| 1996  | Merupu                         | Guru                                   | S. Gopichand             | Télougou  |                                                                                             |
| 1996  | Rajaputhran                    | Manu                                   | Shajoon Kariyal          | Malayalam |                                                                                             |
| 1997  | Itha Oru Snehagatha            | Roy                                    | Captain Raju             | Malayalam |                                                                                             |
| 1997  | Ullaasam                       | Dev                                    | J. D.- Jerry             | Tamoul    |                                                                                             |
| 1998  | Kangalin Vaarthaigal           | Chandru                                | Muktha S. Sundar         | Tamoul    |                                                                                             |
| 1999  | Housefull                      | Hameed                                 | R. Parthiban             | Tamoul    |                                                                                             |
| 1999  | Sethu                          | Sethu                                  | Bala                     | Tamoul    | 25ème Film Prix du jury du Filmfare Award South Prix spécial du Tamil Nadu State Film Award |
| 2000  | Indriyam                       | Udhaya                                 | George Kithu             | Malayalam |                                                                                             |
| 2000  | 9 Nelalu                       | Surendra                               | Kranthi Kumar            | Télougou  |                                                                                             |
| 2001  | Red Indians                    | Rahul                                  | Sunil                    | Malayalam |                                                                                             |
| 2001  | Youth                          | Babu                                   | Jitendra                 | Télougou  |                                                                                             |
| 2001  | Vinnukum Mannukum              | Selvam                                 | Rajakumaran              | Tamoul    |                                                                                             |
| 2001  | Dhill                          | Kanagavel                              | Dharani                  | Tamoul    |                                                                                             |
| 2001  | Kasi                           | Kasi                                   | Vinayan                  | Tamoul    | Prix Cinema Express du meilleur acteur - tamoul Prix Filmfare du meilleur acteur - Tamoul   |
| 2002  | Gemini                         | Gemini                                 | Saran                    | Tamoul    |                                                                                             |
| 2002  | Samurai                        | Thyagu                                 | Balaji Sakthivel         | Tamoul    |                                                                                             |
| 2002  | King                           | Raja                                   | Prabhu Solomon           | Tamoul    |                                                                                             |
| 2003  | Dhool                          | Aarumugam                              | Dharani                  | Tamoul    |                                                                                             |
| 2003  | Kadhal Sadugudu                | Suresh                                 | V. Z. Durai              | Tamoul    |                                                                                             |
| 2003  | Saamy                          | Aarusaamy                              | Hari                     | Tamoul    |                                                                                             |
| 2003  | Pithamagan                     | Chithan                                | Bala                     | Tamoul    | National Film Award du meilleur acteur Prix Filmfare du meilleur acteur - Tamoul            |
| 2004  | Arul                           | Arulkumaran                            | Hari                     | Tamoul    |                                                                                             |
| 2005  | Anniyan                        | Ramanujam (Ambi) / Remo / Anniyan      | S. Shankar               | Tamoul    | Prix Filmfare du meilleur acteur - Tamoul                                                   |
| 2005  | Majaa                          | Arivumathi                             | Shafi                    | Tamoul    | Egalement assistant directeur                                                               |
| 2008  | Bheemaa                        | Sekar                                  | N. Lingusamy             | Tamoul    |                                                                                             |
| 2009  | Kanthaswamy                    | Kanthaswamy                            | Susi Ganeshan            | Tamoul    |                                                                                             |
| 2010  | Raavanan                       | Veeraiya                               | Mani Ratnam              | Tamoul    | Filmfare Award for Best Actor – Tamil                                                       |
| 2010  | Raavan                         | Dev Pratap Sharma                      | Mani Ratnam              | Hindi     |                                                                                             |
| 2011  | Deiva Thirumagal               | Krishna                                | A. L. Vijay              | Tamoul    | Filmfare Critics Award du meilleur acteur - Sud                                             |
| 2011  | Rajapattai                     | "Annal" Murugan                        | Suseenthiran             | Tamoul    |                                                                                             |
| 2012  | Thaandavam                     | Shivakumar (Kenny Thomas)              | A. L. Vijay              | Tamoul    | Edison Awards du meilleur acteur - tamoul                                                   |
| 2013  | David                          | David                                  | Bejoy Nambiar            | Hindi     | Egalement coproducteur                                                                      |
| 2013  | David                          | David                                  | Bejoy Nambiar            | Tamoul    | Egalement coproducteur                                                                      |
| 2015  | I                              | Lingesan (Lee)                         | S. Shankar               | Tamoul    | 50ème Film Prix Filmfare du meilleur acteur - Tamoul                                        |
| 2015  | 10 Endrathukulla               | Driving instructor                     | Vijay Milton             | Tamoul    |                                                                                             |
| 2016  | Iru Mugan                      | Akhilan Vinod, Love                    | Anand Shankar            | Tamoul    |                                                                                             |
| 2018  | Sketch                         | Jeeva (Sketch)                         | Vijay Chander            | Tamoul    |                                                                                             |
| 2018  | Saamy Square                   | Aarusaamy, Ramasaamy                   | Hari                     | Tamoul    |                                                                                             |
| 2019  | Kadaram Kondan                 | KK                                     | Rajesh Selva             | Tamoul    |                                                                                             |
| 2019  | Adithya Varma                  | Visitor in Dehradun                    | Gireesaaya               | Tamoul    | Caméo apparence dans la chanson "Dhooram"                                                   |
| 2022  | Mahaan                         | Gandhi Mahaan                          | Karthik Subbaraj         | Tamoul    |                                                                                             |
| 2022  | Cobra                          | Madhiazhagan (Madhi) / Cobra / Adheera | R. Ajay Gnanmuthu        | Tamoul    |                                                                                             |
| 2022  | Ponniyin Selvan: I             | Aditya Karikalan                       | Mani Ratnam              | Tamoul    |                                                                                             |
| 2023  | Ponniyin Selvan: II            | Aditya Karikalan                       | Mani Ratnam              | Tamoul    | Prix Filmfare du meilleur acteur - Tamoul                                                   |
| 2024  | Thangalaan                     | Thangalaan                             | Pa. Ranjith              | Tamoul    |                                                                                             |
| 2025  | Veera Dheera Sooran            | R. Kaali                               | S.U. Arunkumar           | Tamoul    |                                                                                             |

### En tant qu'artiste de doublage
| Film                      | Année | Voix pour          | Notes                                           |
| ------------------------- | ----- | ------------------ | ----------------------------------------------- |
| Amaravathi                | 1993  | Ajith Kumar        |                                                 |
| Pudhiya Mugam             | 1993  | Vineeth            |                                                 |
| Paasamalargal             | 1994  | Ajith Kumar        |                                                 |
| Kadhalan                  | 1994  | Prabhu Deva        |                                                 |
| Kuruthipunal              | 1995  | John Edathattil    |                                                 |
| Kadhal Desam              | 1996  | Abbas              |                                                 |
| Karuppu Roja              | 1996  | Amar Siddique      |                                                 |
| VIP                       | 1997  | Abbas              |                                                 |
| Poochudava                | 1997  | Abbas              |                                                 |
| Aasai Thambi              | 1998  | Abbas              |                                                 |
| Ini Ellam Sugame          | 1998  | Abbas              |                                                 |
| Satya                     | 1998  | J. D. Chakravarthy | Prête sa voix pour la version doublée en tamoul |
| Gandhi                    | 1998  | Ben Kingsley       | Prête sa voix pour la version doublée en tamoul |
| Kannodu Kanbathellam      | 1999  | Suchindra Bali     |                                                 |
| Kandukondain Kandukondain | 2000  | Abbas              |                                                 |

## Discographie
| Film                     | Année | Langue(s)        | Chanson(s)                                                              | Compositeur         | Co-chanteur(s)                             |
| ------------------------ | ----- | ---------------- | ----------------------------------------------------------------------- | ------------------- | ------------------------------------------ |
| Shree                    | 2002  | Tamil            | "Yaamirukka Bayamein"                                                   | T. S. Muralidharan  | Shankar Mahadevan, Tippu                   |
| Gemini                   | 2002  | Tamil            | "O Podu"                                                                | Bharathwaj          | Anuradha Sriram                            |
| Kanthaswamy / Mallanna   | 2009  | Tamil / Télougou | "Excuse Me" "Ithellam Dupe" / "Ivannee Dupe" "Mambo Mamiya" "Meow Meow" | Devi Sri Prasad     | Suchitra Devi Sri Prasad Rita Priya Himesh |
| Madrasapattinam          | 2010  | Tamil            | "Meghame O Meghame"                                                     | G. V. Prakash Kumar | M. S. Viswanathan, Nassar                  |
| Deiva Thirumagal / Nanna | 2011  | Tamil / Télougou | "Kadha Solla Poren" / "Katha Cheputhane" "Pa Pa Pappa"                  | G. V. Prakash Kumar | Shringa Solo                               |
| Rajapattai / Veedinthe   | 2011  | Tamil / Télougou | "Laddu Laddu"                                                           | Yuvan Shankar Raja  | Suchitra, Priyadarshini                    |
| David                    | 2013  | Tamil            | "Maria Pitache"                                                         | Remo Fernandes      | Remo Fernandes                             |
| Sketch                   | 2018  | Tamil            | "Kanave Kanave"                                                         | S. Thaman           | S. Thaman                                  |
| Saamy Square             | 2018  | Tamil            | "Pudhu Metro Rail"                                                      | Devi Sri Prasad     | Keerthy Suresh                             |
| Kadaram Kondan           | 2019  | Tamil            | "Theesudar Kuniyuma"                                                    | Ghibran             |                                            |
| Thangalaan               | 2024  | Tamil            | "Aruvadai"                                                              | G. V. Prakash Kumar | Sinduri Vishal, Mathichiyam Bala, Suganthi |

Distinctions et récompenses

### Filmfare Awards South
- Prix spécial du sud pour Sethu (1999)
- Prix Filmfare du meilleur acteur - Tamoul pour Kasi (2001)
- Prix Filmfare du meilleur acteur - Tamoul pour Pithamagan (2003)
- Prix Filmfare du meilleur acteur - Tamoul pour Anniyan (2005)
- Prix Filmfare du meilleur acteur - Tamoul pour Raavanan (2010)
- Prix de la critique du meilleur acteur - Sud pour Deiva Thirumagal (2011)
- Prix Filmfare du meilleur acteur - Tamoul pour I (2015)
- Prix Filmfare du meilleur acteur - Tamoul pour I (2015)

### Tamil Nadu State Film Awards
- Prix spécial du jury pour Sethu (1999)
- Meilleur acteur - tamoul pour Pithamagan (2003)
- Prix Sivaji Ganesan (2006)
- Meilleur acteur - tamoul pour Raavanan (2010)

### SIIMA Awards
- Meilleur acteur - tamoul pour Ponniyin Selvan: II (2023)

### Prix Cinema Express
- Meilleur acteur - tamoul pour Kasi (2001)

### International Tamil Film Awards
- Meilleur acteur - tamoul pour Gemini (2002)

### National Film Awards
- National Film Award du meilleur acteur pour Pithamagan (2003)

### Asianet Film Awards
- Prix spécial du jury pour Anniyan (2005)
- Acteur tamoul le plus populaire pour I (2015)

### Vijay Awards
- Icône de l'année (2006)
- Meilleur acteur - tamoul pour Raavanan (2010)
- Meilleur acteur tamoul pour Deiva Thirumagal (2011)

### Vikatan Award
- Meilleur acteur tamoul pour Deiva Thirumagal (2011)

### Amrita Film Awards
- Meilleur acteur - tamoul pour Raavanan (2010)

### Doctorat honorifique
- Université de Milan (2011)

### Jaya Awards
- Prix du jury - Meilleur acteur tamoul pour Deiva Thirumagal (2011)

### Edison Awards
- Meilleur acteur - tamoul pour Thaandavam (2012)

### Prix des films internationaux du sud de l'Inde
- Meilleur acteur acteur tamoul (Appréciation spécial) pour Deiva Thirumagal (2011)
- Meilleur acteur acteur  tamoul pour I (2015)